# قنديل البحر الخالد
قِنديل البحر الخالد (الاسم العلمي: Turritopsis dohrnii)، هو نوع من اللاسعات يتبع فصيلة المحيطيات ضمن رتبة اللاغمديات. يتواجد في مياه البحر الأبيض المتوسط وفي مياه اليابان. يُوصف بأنه قنديل البحر الذي لا يموت إلا بعامل تأثير خارجي.
مثل بعض أنواع الأبابيات الأخرى، تبدأ مرحلة حياتها من بويضة مخصبة تتطور إلى يرقة سباحة صغيرة التي تُعرف في علم الأحياء باسم الرحالة أو بلانولا، ثم تسبح حتى تستقر في قاع البحر ثم تنمو وتتطور لتصبح مستعمرة من السلائل. تفرخ هذه السلائل قناديل مستقلة متطابقة وراثياً تنمو وتبلغ خلال أسابيع.

## التصنيف
وُصف قنديل البحر الخالد في ثمانينيات القرن التاسع عشر، وتحديداً في عام 1883 من خلال أوغست وايزمان ولفت الأنظار منذ اكتشافه بصفته من الأحياء الشديدة التحمل للمخاطر والظروف الصعبة.
قنديل البحر الخالد يتبع جنس توريتوبسيس (الاسم العلمي: Turritopsis).

## الوصف
قنديل البحر الخالد البالغ حيوان دقيق يبلغ عرضه 4.5 ملم شكله الخارجي على هيئة جرس ذو غطاء هلامي خارجي شفاف وذو معدة حمراء واضحة، لديه قدرة على البقاء والتحمل غير عادية، فعندما يتعرض لخطر أو إصابة أو جوع شديد يعود إلى المرحلة السابقة في دورة حياته وهي مرحلة السليلة، وتعود مستعمرة السلائل المولودة مجدداً لتفرخ قناديل بحر مطابقة وراثياً للقنديل البالغ المصاب.

## الخلود
هذا النوع من قنديل البحر لا يموت إلا إذا تم قتله، بمعنى آخر أنه لو تُرك ليعيش فإنه سيعيش إلى الأبد، فهذا الكائن يُفقس ثم يكبر حتى يصل للنضوج الكامل مثل كل الكائنات، ولكن بدلاً من أن يمر بعد مرحلة الشباب والكهولة بمرحلة الشيخوخة التي يحدث بها الهدم ثم الموت، يعيد ذلك الكائن نفسه إلى مرحلة الطفولة مرة أخرى ويعود سليلة ليبدأ دورة حياة جديدة بنفس الجسد. هذا الكائن نظريا لو ترك ليعيش بدون أعداء بيئية طبيعية أو لم يتم قتله أو افتراسه يمكنه العيش للأبد.
لوحظت هذه الظاهرة للمرة الأولى في تسعينيات القرن العشرين ولهذا السبب أطلق على الحيوان اسم قنديل البحر الخالد. اما الآلية البيولوجية وراء هذا التحول الغريب فقد أطلق عليها التمايز البيني وهي تلقى اهتماماً بالغاً عند العلماء فهي تسمح لخلية بالغة متخصصة أن تتحول إلى نوع مختلف تماماً من الخلايا المتخصصة. ويهتم العلماء بهذه العملية لاستخداماتها المحتملة في الطب فهي طريقة فعالة لإعادة تدوير الخلايا تسمح باستبدال الخلايا التالفة نتيجة الأمراض.